# (10144) 1994 AB2
1994 أي بي 2 (ويعرف أيضًا باسم (10144) 1994 أي بي 2 وفق تسمية الكوكب الصغير) (بالإنجليزية: 1994 AB2)‏ هو كويكب ضمن حزام الكويكبات؛ وترتيبه 10144 من حيث الاكتشاف.
اكتُشف هذا الجُرم الفلكي بواسطة أوسامو موراماتسو في 9 يناير 1994.

## وصلات خارجية
- (10144) 1994 AB2 في قاعدة بيانات مختبر الدفع النفاث لأجرام النظام الشمسي الصغيرة

- الاكتشاف · مخطط المدار ·  العناصر المدارية · المعلمات المادية

- (10144) 1994 AB2 على موقع ويكي سكاي: DSS2, SDSS, GALEX, IRAS, Hydrogen α, X-Ray, Astrophoto, Sky Map, Articles and images